# Cratere Bona
Bona è un cratere d'impatto presente sulla superficie di Titania, il maggiore dei satelliti di Urano, a 55,8° di latitudine sud e 351,2° di longitudine est. Il suo diametro è di quasi 50 km.
Il cratere è stato battezzato dall'Unione Astronomica Internazionale con riferimento ad un personaggio del dramma storico shakespeariano Enrico VI, parte III, Bona, la sorella della Regina di Francia.